# Station Gdańsk Wrzeszcz
Station Gdańsk Wrzeszcz is een spoorwegstation in de Poolse plaats Gdańsk.